# Moto X Simulator
Moto X Simulator è un videogioco di motocross pubblicato nel 1989 per Amstrad CPC, Commodore 64 e ZX Spectrum dalla Codemasters in edizione economica. Il titolo Moto X Simulator è quello usato in copertina, mentre a video è chiamato solo Motocross su Commodore 64 e Motocross Simulator sugli altri computer; moto X è un'abbreviazione usata a volte in inglese per motocross (X = "croce" = cross).

## Modalità di gioco
Il giocatore deve affrontare 9 livelli di due tipi che si alternano: cinque prove di abilità, dove l'obiettivo è solo arrivare in fondo al percorso senza cadere, e quattro prove a tempo, dove il traguardo va raggiunto rispettando anche il tempo limite.
Nelle prove di abilità si attraversa una pista con ripidi pendii e ostacoli da saltare, sotto forma di tronchi e rocce. In alcuni punti si deve anche saltare giù da pareti verticali. L'aspetto grafico è tridimensionale, ma l'azione è bidimensionale. La visuale è di lato, con scorrimento orizzontale continuo verso destra.
La moto avanza costantemente in automatico e il giocatore può solo impennare con angolazione variabile e saltare. Per superare gli ostacoli l'impennata va combinata con il salto in modo da atterrare correttamente sulla ruota posteriore, altrimenti si cade.
Nelle prove a tempo la visuale è dall'alto con scorrimento verticale non continuo. La pista comprende collinette e una maggior varietà di ostacoli, da aggirare o da saltare. Il giocatore può muovere la moto in tutte le direzioni, sebbene sia sempre rivolta verso l'alto, e saltare solo sfruttando le colline. Quando si è in volo appare una finestrella secondaria con una visuale laterale della moto, in modo da poter regolare l'inclinazione e atterrare correttamente.
In tutti i livelli, le cadute causano la perdita di una vita e impongono di ricominciare dall'inizio del percorso. Si vince una vita a ogni livello completato.
Su Commodore 64 la visuale della gara è a tutto schermo, mentre nelle altre versioni è in una finestra centrale relativamente ridotta, che su ZX Spectrum è anche monocromatica.